# Giuseppe Ferlendis
Giuseppe Ferlendis (Bergamo, 1755– Lisboa, 1810) fue un compositor y oboísta italiano.
En 1777 fue nombrado oboísta en la capilla de la corte de Salzburgo, con un sueldo anual de 540 florines, suma mucho mayor a la asignada a Mozart, que era de 40 florines. Su hermano Pietro y sus sobrinos Gerardo, Faustino y Antonio fueron también intérpretes de oboe.
El Concierto para oboe de Mozart, KV 314 le fue dedicado a Ferlendis en ese mismo año. La orquesta de Salzburgo incluía el corno inglés, aún con un mecanismo poco evolucionado que Ferlendis se encargó de mejorar y adaptar a los requerimientos de la música clásica.
Durante los años siguientes Ferlendis residió en Brescia, Venecia, Londres y Lisboa. En 1795, durante su estadía en la capital del Reino Unido dedicó su último concierto para oboe a  Haydn.

## Obras
- Concierto para Oboe No. 1 en Fa mayor (c. 1777)
- Concierto para Oboe No. 2 en Do mayor
- Concierto para Oboe No. 3 en Do mayor'
- Concierto para corno inglés en Fa mayor